# Carlos Rivarola
Carlos Federico Rivarola (n. Villa Ballester, el 22 de febrero de  1952) es un destacado bailarín, milonguero y coreógrafo de tango argentino, conocido mundialmente por integrar el elenco del espectáculo Tango Argentino, estrenado en 1983, por el que resultó nominado con los demás bailarines en 1986 a los Premios Tony por la mejor coreografía. Desde su primera juventud formó pareja de baile con María Rivarola, presentándose artísticamente como María y Carlos Rivarola. En 2001 fue uno de los fundadores de la Asociación de Maestros, Bailarines y Coreógrafos de Tango Argentino (AMBCTA), de la cual también se ha desempeñado como presidente.

## Biografía
Carlos Rivarola nació en 1952 en Villa Ballester, en el Conurbano de Buenos Aires, y desde chico se vio atraído por el baile, iniciándose en la danza folklórica cuando tenía los 8 años. A los 15 años debutó profesionalmente en el Teatro Auditorium de Mar del Plata, en un show que tenía como figuras a Mariano Mores y Hugo del Carril.
Ya en la década de 1970 actuó en varios programas de televisión y en los cabarets más importantes de Buenos Aires, compartiendo escenario con otras figuras del bailes tanguero como Juan Carlos Copes y Elvira y Virulazo. Fue compañero de baile de Beba Bidart en teatro y televisión.
En esa época conoce a María del Carmen Rodríguez, con quien formaría pareja de baile y de vida, adoptando ella desde entonces el nombre artístico de María Rivarola. Juntos en 1975 formaron parte de un espectáculo organizado por Nélida y Nelson que recorrió Perú, Colombia y Venezuela, además de actuar como una de las parejas estables del programa televisivo La Botica del Tango conducido por Eduardo Bergara Leumann.
En 1983 integraron el elenco que estrenó en París el exitoso espectáculo Tango Argentino de Claudio Segovia y Héctor Orezzoli, que impulsó el renacimiento mundial del tango y se mantuvo girando por el mundo durante una década.
La pareja estableció una conexión artística especial con Japón, país al que comenzaron a viajan en 1984 para actuar todos los años. En 1986 Carlos Rivarola creó y dirigió el primer espectáculo de tango integrado totalmente por bailarines, músicos y cantantes japoneses. En la misma línea, en 1996 Carlos y María dirigieron el show Los Grandes del Tango Argentino especialmente preparado para Japón, que incluyó la participación de Juan Carlos Copes, María Nieves, Nélida y Nelson, Mayoral y Elsa María, Carlos e Inés Borquez y la orquesta Color Tango. En ese país, fundaron y sostienen varios clubes y academias de tango en Tokio, Yokohama, Nagoya y Osaka.
En 1998 fue primer bailarín junto a Eleonora Casano en la compañía Tangokinesis, dirigida por Ana María Stekelman.
En el cine, actuó como bailarín y coreógrafo en Tango Bar (1989) de Marcos Zurinaga, Naked Tango (1991) de Leonard Schrader y Tango de Carlos Saura. El trabajo en este último film le permitió ganar el Premio Nacional de Coreografía 1999 que otorga la Academia de Danza Cinematográfica de Estados Unidos.
En 2001 fue uno de los fundadores de la Asociación de Maestros, Bailarines y Coreógrafos de Tango Argentino (AMBCTA), en la cual también se ha desempeñado como presidente, con el fin de defender los intereses profesionales de los bailarines de tango.
Como docente es profesor del Departamento de Artes Dramáticas del Instituto Universitario Nacional del Arte (IUNA) y es miembro de la Academia Nacional del Tango.
Escribió el libro Así se baila el tango argentino, con el investigador de tango Yoyi Kanematz, que fuera editado en Japón.

## Filmografía
- Tango Bar (1989) de Marcos Zurinaga
- Naked Tango (1991) de Leonard Schrader
- Tango (1998) de Carlos Saura